# Гонсалес Лайя, Аранча
Мария Арансасу «Аранча» Гонсалес Лайя (исп. María Aránzazu «Arancha» González Laya, род. 22 мая 1969, Сан-Себастьян) — испанский экономист, политический и государственный деятель. В прошлом — министр иностранных дел, ЕС и международного сотрудничества (2020—2021), исполнительный директор Международного торгового центра и помощник генерального секретаря ООН (2013—2020).

## Биография
Родилась 22 мая 1969 года в Сан-Себастьяне. Дочь директора государственной школы. Мать зовут Хосефа Лайя (Josefa Laya). Выросла в муниципалитете Толоса в провинции Гипускоа. Говорит на баскском, испанском, английском, французском, немецком и итальянском языках.
Получила степень магистра в Наваррском университете, затем получила степень магистра европейского права в Мадридском университете имени Карла III. 
Работала в немецкой адвокатской конторе Freshfields Bruckhaus Deringer в столице Бельгии, Брюсселе.
В 2002—2005 гг. Аранча Гонсалес Лайя занимала различные посты в Европейской комиссии, вела переговоры о торговых соглашениях с Меркосур, Ираном, Советом сотрудничества арабских государств Персидского залива, балканскими и средиземноморскими странами. 
В 2005—2013 гг. работала во Всемирной торговой организации (ВТО). Была главой кабинета Паскаля Лами, во время его пребывания на посту генерального директора ВТО в 2005—2013 гг., и была представителем генерального директора ВТО в Большой двадцатке в 2008—2013 гг.
С 1 сентября 2013 по 13 января 2020 года — исполнительный директор Международного торгового центра — агентства по техническому сотрудничеству Конференции Организации Объединённых Наций по торговле и развитию (ЮНКТАД) и Всемирной торговой организации (ВТО) в отношении практических, предпринимательских аспектов развития торговли.
13 января 2020 года получила портфель министра иностранных дел, ЕС и международного сотрудничества во втором кабинете Санчеса.